# Royal Trophy
The Royal Trophy war ein zwischen 2006 und 2013 ausgetragener Mannschaftswettbewerb zwischen männlichen Profigolfern aus Asien und Europa nach dem Vorbild des berühmten Ryder Cup. Die sechzehn Kilogramm schwere Trophäe aus massivem Silber wurde von seiner Majestät, König Bhumibol Adulyadej von Thailand, anlässlich seines 60-jährigen Thronjubiläums, gestiftet.

## Geschichte
Die erste Begegnung fand vom 7. bis 8. Januar 2006 im Amata Spring Country Club in Bangkok statt und endete mit einem 9:7-Sieg Europas. Die Teams wurden von den Kapitänen Masahiro Kuramoto (Asien) und Seve Ballesteros (Europa) angeführt.
Im Januar 2007 wurde die Royal Trophy an gleicher Stätte ausgetragen, wobei Europa mit 12½:3½ Punkten erfolgreich war.

2008 wurde die Veranstaltung wegen der Staatstrauer um die verstorbene Schwester des thailändischen Königs, Galyani Vadhana, abgesagt.
Im Januar 2009 gewann erstmals Asien mit 10:6 Punkten.

## Modus
Die beiden Mannschaften bestanden aus je acht Mitgliedern und einem Kapitän (Non-Playing Captain). Sechs Spieler qualifizierten sich über Geldrangliste und Golfweltrangliste, zwei Spieler konnten vom Kapitän frei gewählt werden (Captain’s Picks). Am ersten Tag (Samstag) wurden vormittags vier Foursomes (ein Ball pro Doppel, abwechselnd gespielt) und nachmittags vier Fourballs (jeder spielt seinen Ball, das bessere Ergebnis des Doppels wird gewertet). Am zweiten Tag (Sonntag) fanden die acht Einzelmatches statt.

## Resultate
| Jahr | Ort                                               | Sieger (Kapitän)                | Sieger (Kapitän)                | Verlierer (Kapitän)             | Verlierer (Kapitän)             |
| ---- | ------------------------------------------------- | ------------------------------- | ------------------------------- | ------------------------------- | ------------------------------- |
| 2013 | Dragon Lake Golf Club in Guangzhou, China         | Europa (José María Olazábal)    | 8½                              | Asien (Yang Yong-eun)           | 7½                              |
| 2012 | Empire Hotel and Country Club in Jerudong, Brunei | Asien (Naomichi „Joe“ Ozaki)    | 8+                              | Europa (José María Olazábal)    | 8                               |
| 2011 | Black Mountain Golf Club in Cha-am/Hua Hin        | Europa (Colin Montgomerie)      | 9                               | Asien (Naomichi „Joe“ Ozaki)    | 7                               |
| 2010 | Amata Spring Country Club in Bangkok              | Europa (Colin Montgomerie)      | 8½                              | Asien (Naomichi „Joe“ Ozaki)    | 7½                              |
| 2009 | Amata Spring Country Club in Bangkok              | Asien (Naomichi „Joe“ Ozaki)    | 10                              | Europa (José María Olazábal)    | 6                               |
| 2008 | Amata Spring Country Club in Bangkok              | kein Turnier wegen Staatstrauer | kein Turnier wegen Staatstrauer | kein Turnier wegen Staatstrauer | kein Turnier wegen Staatstrauer |
| 2007 | Amata Spring Country Club in Bangkok              | Europa (Severiano Ballesteros)  | 12½                             | Asien (Naomichi „Joe“ Ozaki)    | 3½                              |
| 2006 | Amata Spring Country Club in Bangkok              | Europa (Severiano Ballesteros)  | 9                               | Asien (Masahiro Kuramoto)       | 7                               |

+ Asien gewann im Stechen am ersten Extraloch.

## Weblink
- Offizielle Website